# Окологородный стан (Рязанский уезд)
Окологородный стан — административно-территориальное образование в составе Рязанского уезда в XVI—XVIII веках Занимал территории современных Рыбновского, Захаровского, большей части Рязанского, части Пронского и Кораблинского районов Рязанской области. Возделываемая площадь составляла в XVII веке 38.536 четей.

## Населенные пункты
На территории Окологородного стана существовали следующие населенные пункты:

### Город
Переяславль-Рязанский

### Сёла
- Аграфенина Пустынь
- Войниково (Баграмово)
- Городище
- Жолчино
- Затишье
- Ларино (Баграмово)
- Луковицыно
- Мервино
- Микуличи
- Монастырь (Мощеное)
- Мордасово
- Нашатыркино
- Песочня
- Песочня Большая
- Подвязье
- Пущино
- Рыбное
- Солотча
- Спасский (Клин Утешенский)
- Сурово
- Федоровское
- Ханбышево (Хамбушево)
- Ходынино
- Храпово
- Шумашь
- Якимовское

### Сельца
- Казначеево (Петровский Наволок)
- Мантурово (Баграмово)
- Матчино
- Меленка
- Перекаль
- Ровное
- Сарыбьево
- Секиотово
- Соколово
- Тешки
- Туратулово
- Шехманово
- Щадеево
- Юрасово (Ефаново)

### Деревни
- Аксиньинская
- Жегалово
- Захаровская
- Зикеево
- Клобуково
- Корнеевская
- Корчагино (Бородатое)
- Костина Дубрава
- Кочево
- Крутец (Пущино)
- Кувшиновская
- Кураксино
- Лески
- Лужки
- Ляпуново (Баграмово)
- Маврино
- Малая
- Маточкино
- Маточкино Малое
- Митусово
- Наволока
- Наспище
- Насурово
- Наумово
- Огарково
- Окулинская
- Офремовская
- Пантелеевская
- Полоумовская
- Полтево
- Приборово
- Прокошево (Третьяковское)
- Пронинская
- Псарево (Бахметево)
- Рупосово
- Савчино
- Салыково
- Сергеевка
- Сколковская
- Слюбская (Кандаурово)
- Стафурлово
- Сухие Поляны
- Сысоевская
- Тагаевская
- Татьянинская
- Уварово
- Ушаково
- Фатьяново
- Хвастово на Рогу
- Хлевны
- Хмеличище
- Чащи
- Чернеевская
- Шевердино
- Шляхино
- Щагрово